# NGC 1497
NGC 1497 est une vaste galaxie lenticulaire située dans la constellation du Taureau. NGC 1497 a été découverte par l'astronome français Édouard Stephan en 1876.

## Caractéristiques
Sa vitesse par rapport au fond diffus cosmologique est de 6 039 ± 16 km/s, ce qui correspond à une distance de Hubble de 89,1 ± 6,2 Mpc (∼291 millions d'al).
NGC 1497 présente une large raie HI.

## Trou noir supermassif
Selon une étude publiée en 2009 et basée sur la vitesse interne de la galaxie mesurée par le télescope spatial Hubble, la masse du trou noir supermassif au centre de NGC 1497 serait comprise entre 30 et 71 millions de {\displaystyle M_{\odot }}.